# ب‌ام‌و ۱۰۹-۷۱۸
ب‌ام‌و ۱۰۹–۷۱۸ (به انگلیسی: BMW 109-718) یک موتور هواگرد ساختِ کارخانهٔ ب‌ام‌و در کشور آلمان است.